# Episodi di Terra Nova
La prima stagione della serie televisiva Terra Nova, composta da undici episodi, è stata trasmessa dal 26 settembre al 19 dicembre 2011 sul canale statunitense Fox.
Il primo (Genesis) e l'ultimo episodio (Occupazione e resistenza) hanno la durata doppia di un'ora e mezza circa.
In Italia la stagione è andata onda in prima visione assoluta su Fox sottotitolata a 24 ore di distanza dagli Stati Uniti e doppiata la settimana seguente, dal 4 ottobre al 27 dicembre 2011.
| nº | Titolo originale      | Titolo italiano          | Prima TV USA      | Prima TV Italia  |
| -- | --------------------- | ------------------------ | ----------------- | ---------------- |
| 1  | Genesis               | Genesis                  | 26 settembre 2011 | 4 ottobre 2011   |
| 2  | Instinct              | Istinti                  | 3 ottobre 2011    | 11 ottobre 2011  |
| 3  | What Remains          | Il virus                 | 10 ottobre 2011   | 18 ottobre 2011  |
| 4  | The Runaway           | La fuggitiva             | 17 ottobre 2011   | 1º novembre 2011 |
| 5  | Bylaw                 | La nostra legge          | 31 ottobre 2011   | 8 novembre 2011  |
| 6  | Nightfall             | Blackout                 | 7 novembre 2011   | 15 novembre 2011 |
| 7  | Proof                 | L'accordo                | 14 novembre 2011  | 22 novembre 2011 |
| 8  | Vs.                   | Sospetto                 | 21 novembre 2011  | 29 novembre 2011 |
| 9  | Now You See Me        | La traccia               | 28 novembre 2011  | 13 dicembre 2011 |
| 10 | Within                | Ritorno al futuro        | 12 dicembre 2011  | 20 dicembre 2011 |
| 11 | Occupation/Resistance | Occupazione e resistenza | 19 dicembre 2011  | 27 dicembre 2011 |

## Genesis
- Titolo originale: Genesis
- Diretto da: Alex Graves
- Scritto da: Craig Silverstein, Kelly Marcel, Brannon Braga e David Fury (prima parte), Brannon Braga, David Fury (seconda parte)
- Ascolti USA: 9.22 milioni[1]

### Trama
Anno 2149: in un mondo ormai disperato e quasi privo di ossigeno, il poliziotto Jim Shannon cerca di proteggere la moglie Elisabeth e i figli Josh, Maddy e la piccola Zoe. Proprio per salvaguardare quel che rimane della vita sul pianeta, è in vigore una legge che impedisce di avere un terzo figlio: durante un controllo Zoe viene trovata dalle forze dell'ordine mentre Jim viene rinchiuso in prigione.
Due anni dopo, Elisabeth, dottoressa e ricercatrice, viene selezionata per essere trasferita insieme alla sua famiglia a "Terra Nova", progetto di rinascita della razza umana realizzato dopo la scoperta di una frattura spazio-temporale che permette di tornare indietro nel tempo a 85 milioni di anni prima, in una dimensione parallela, non nello stesso continuum, in cui il mondo è agli albori ed è ancora popolato dai dinosauri. Elisabeth comunica la notizia a Jim creando i presupposti per farlo fuggire di prigione: nel giorno del "pellegrinaggio", così viene chiamato il trasferimento di centinaia di persone a Terra Nova, Jim riesce faticosamente ad eludere la sorveglianza, prendere Zoe, nascondendola in uno zaino, e superare l'orizzonte degli eventi, costituito da un portale, assieme alla famiglia.
Giunti nel nuovo mondo, vengono accompagnati in un villaggio chiuso da un'enorme recinzione in legno. Qui, i nuovi arrivati vengono accolti dal comandante Nathaniel Taylor, responsabile della sicurezza. Alla famiglia Shannon viene concesso un alloggio: mentre Elisabeth viene subito assunta come medico presso l'ospedale, Jim viene reclutato come "agricoltore". Josh fa la conoscenza di Skye, che vive con un gruppetto di giovani: la ragazza coinvolge subito Josh in un'escursione fuori dalla recinzione, in un territorio ignoto. Qui, dopo aver fatto un bagno nel laghetto di una cascata, i due trovano delle misteriose iscrizioni, simili a formule o disegni matematici.
Nel frattempo Elisabeth presta le cure ad un ladro, che però l'aggredisce e fugge: armato di pistola si avvia a colpire Taylor, ma solo l'intervento di Jim sventa l'omicidio. Grazie alla prontezza della sua azione, Jim viene reclutato tra coloro che si occupano di sicurezza. Apprende inoltre che il ladro fa parte di un gruppo di rivoltosi, chiamati "i Sixers", in quanto arrivati a Terra Nova con il sesto pellegrinaggio, che vivono al di fuori dalla recinzione, e che, per motivi ignoti, combatte contro Terra Nova. Taylor e Jim evitano l'attacco di un carnotauro proprio mentre uomini dei Sixers, capitanati da Mira, irrompono a Terra Nova per ottenere la liberazione del prigioniero. Anche Skye, Josh e gli altri ragazzi usciti dalla recinzione vengono attaccati da alcuni Acceraptors, dinosauri immaginari simili a Oviraptor, chiamati slashers: rifugiatisi in un blindato con un uomo ferito del Sesto, vengono salvati in extremis dall'intervento di Taylor e Jim, accorsi sul posto. L'episodio ha la durata doppia di un'ora e venti minuti. Vengono introdotti dinosauri come l'Allosauro e altri, ma questi a quell'epoca erano già estinti da milioni di anni o non si erano ancora evoluti.

## Istinti
- Titolo originale: Instinct
- Diretto da: Jon Cassar
- Scritto da: René Echevarria & Brannon Braga
- Ascolti USA: 8.73 milioni[2]

### Trama
Durante una ricognizione, tre soldati di Terra Nova vengono attaccati da misteriose creature volanti. Dapprima il Colonnello Taylor e Jim sospettano siano stati gli uomini del Sesto, ma le ferite riportate fanno pensare all'attacco di un animale. In seguito all'autopsia scoprono che i tre uomini sono stati uccisi da ignoti rettili volanti simili allo pterodattilo. Elisabeth al laboratorio incontra un suo amico dell'università, Malcom Wallace, giunto a Terra Nova nel quinto esodo : fu lui a proporre il trasferimento di Elisabeth.
Successivamente Josh e Jim vengono aggrediti da uno dei rettili volanti, riportando lievi ferite. Malcom deduce che questi rettili stiano migrando verso Terra Nova poiché è la loro zona di riproduzione. Insieme a Elisabeth riesce a sintetizzare un feromone con cui in seguito li attirano fuori dal villaggio. Malcom assegna loro il nome di "Malcomus Pterosauria" per darsi il merito di averli scoperti per primo.

## Il virus
- Titolo originale: What Remains
- Diretto da: Nelson McCormick
- Scritto da: Brynn Malone
- Ascolti USA: 7.00 milioni[3]

### Trama
Terranova non è l'unica struttura costruita nel passato. Possiede infatti un avamposto-bunker nella giungla adattato a laboratorio, dove lavorano alcuni ricercatori. I contatti radio e video tra le due strutture sono però problematiche a causa degli ovosauri, dinosauri inventati, a cui piace mordere i cavi elettrici contenenti nichel. Viene quindi organizzata una spedizione, Taylor, la dottoressa Shannon e un sergente, che raggiunge l'avamposto per controllare la situazione, trovano la stazione di ricerca con il cancello aperto, le apparecchiature in funzione, ma degli appunti, che a causa del loro contenuto,  lasciano perplessa la dottoressa Shannon.
Nell'ispezionare la struttura trovano una sala dove scoprono una donna e due uomini infettati da un virus che causa inizialmente una perdita della memoria. 
Anche i tre soccorritori vengono attaccati dal virus e le comunicazioni con la base si interrompono di nuovo. Partono quindi da Terranova, per un'altra spedizione di soccorso, Jim Shannon e il biologo Wallace, vecchia fiamma della dottoressa Shannon al tempo degli studi universitari. Trovano la donna in stato confusionale e regredita ai tempi dell'università, ma nonostante questo riescono a convincerla di aver fatto un viaggio indietro nel tempo di 85 milioni di anni ma che con le sue capacità da studentessa universitaria è in grado di studiare e combattere gli effetti del virus. Anche Wallace si ammala, mentre nel frattempo Taylor minaccia Jim credendolo un nemico e all'interno di una cospirazione.
La Shannon trova il modo di fermare gli effetti del virus combattendolo con un altro virus: il marito infatti ha il raffreddore e non essendosi ammalato fa intuire alla dottoressa il nesso tra le due cose.
Parallelamente alla battaglia contro il virus, a Terranova Josh viene a sapere da Skye che qualcuno è in grado di far arrivare persone dal futuro. Si tratta di Tom Boyland, il barista, che tra l'altro è in combutta con i Sixers, fornendo loro medicinali e materiale vario. Boyland ha promesso a Josh di far arrivare Kara a Terranova, a condizione che lavori nel suo bar. Ma Tom ha altre mire su come sfruttare l'impegno di Josh.

## La fuggitiva
- Titolo originale:  The Runaway
- Diretto da: Jon Cassar
- Scritto da: Barbara Marshall
- Ascolti USA: 8.31 milioni[4]

### Trama
Leah Marcos, una bimba di una decina d'anni, viene sorpresa ad aggirarsi all'esterno della Colonia. Racconta di provenire dal passato, di essere orfana di entrambi i genitori : pensava di poter ritornare indietro nel tempo, alla sua era, ma in realtà non era possibile ripercorrere all'inverso il percorso temporale nel Portale. 
Quando i Sixers riescono a catturare due soldati usciti a recuperare una borsa persa dalla bambina, questi decidono di tentare uno scambio: i due soldati in cambio di Leah. Viene però lasciata alla bambina stessa la scelta se tornare coi Sixers o restare al campo, ma Leah decide di restare a Terra Nova.
In realtà la bambina fa il doppio gioco: sotto minaccia di maltrattamenti al fratellino, era stata inviata proprio dai Sixer per recuperare uno strano oggetto dalla casa dove una volta risiedeva il loro capo, Mira. Quando Jim lo viene a sapere, decide di andare a cercare il fratello di Leah nonostante l'espresso divieto del comandante Taylor. Riesce a trovarlo, e scopre che non era affatto in pericolo: Mira aveva solo minacciato Leah per costringerla a lavorare per lei. Jim viene trattenuto e interrogato da Mira, e in seguito rilasciato senza condizioni, potendo anche riportare a casa il fratellino di Leah. L'uomo scopre che Mira conosce molto bene Terra Nova; la donna lo ammonisce dicendogli che «non tutto è bello come sembra» e gli consiglia di scegliere da che parte stare.
Il Comandante Taylor, a cui Jim non riferisce il colloquio avuto con i Sixer, tenta di individuare il loro infiltrato tra i nuovi arrivati.
Intanto la figlia maggiore di Jim, Maddy, tenta l'apprendistato come medico insieme alla madre all'ospedale, ma è presto costretta a desistere quando si rende conto di non sopportare la vista di sangue, ferite e piaghe. A consolarla sopraggiunge il soldato innamorato di lei, il sergente Raynolds, che dopo timidi approcci decide di dichiararsi ufficialmente.

## La nostra legge
- Titolo originale: Bylaw
- Diretto da: Nelson McCormick
- Scritto da: Paul Grellong
- Ascolti USA: 6.59 milioni[5]

### Trama
Quello che in un primo momento sembrava essere stato un incidente, un soldato ucciso da un dinosauro, si scopre in realtà essere un omicidio, in quanto Jim scopre che il ragazzo deceduto, Foster, era stato rinchiuso in una stazione, separata dalla colonia, insieme ad un dinosauro, attirato nella struttura, grazie ad un nido di un animale preistorico assomigliante ad un "grosso pollo", del quale tale dinosauro è ghiotto. Le indagini portano alla perquisizione del bar di Tom Boylan, talpa dei Sixers, dove segretamente lavora Josh, il figlio di Jim, che viene a sapere del lavoro del figlio proprio trovandolo sul posto durante il blitz. Più tardi Jim ordinerà a Josh di smettere di lavorare in quel luogo, in quanto ne avrebbe dovuto parlare prima in famiglia.
Nel frattempo viene arrestato, Milner, che confessa l'omicidio, ammettendo di averlo commesso per amore, essendo la vittima, Foster, ex-fidanzato di sua moglie Rebekah. Su Terra Nova la pena per l'omicidio è l'esilio, così il comandante Taylor, seppur controvoglia, proclama pubblicamente la condanna e fa espellere il colpevole Milner, al quale vengono forniti un'arma e delle provviste per sopravvivere fuori dalla civiltà. In realtà, si tratta di una messinscena: nel bar di Tom si svolgono scommesse clandestine, e “qualcuno” ha accumulato dei debiti nei confronti di Foster e per questo ha commesso l'omicidio; per confermare i propri sospetti, Jim e il comandante Taylor organizzano un'uscita coi soldati a caccia di Boyland, scappato dalle mani di Washington, ma in realtà è solo una scusa per incastrare il vero colpevole, che è proprio il soldato Curren, al quale ovviamente era stato fornito un fucile scarico in occasione dell'uscita. Quando viene accusato dell'omicidio, il soldato Curren tenta infatti, inutilmente, di sparare a Jim e Taylor : quest' azione, oltre al suo coinvolgimento nelle scommesse e partire d'azzardo, decreta la sua condanna, ma una condanna più dura però rispetto a quella “standard”: in esilio, ma senza armi né provviste.
Intanto, Josh esce di nascosto da Terra Nova insieme all'amica Skye, con lo scopo di incontrare Mira, capo dei ribelli “Sixers” : Tom Boyland ha reso più pesanti le condizioni, già poste in precedenza, per permettere a Kara, la fidanzata di Josh rimasta nel 2149, di raggiungere Terra Nova. La nuova condizione è che Josh, come Tom, si metta a totale disposizione di Mira per svolgere eventuali incarichi futuri. Josh accetta, seppur con la disapprovazione dell'amica Skye.
Nel corso della puntata si assiste anche ai tentativi della dottoressa Elisabeth di salvare un cucciolo di Ankylosauro, rimasto intrappolato nel suo uovo a causa di una malformazione: una delicata operazione chirurgica all'interno dell'uovo permette al piccolo di nascere sotto gli occhi stupiti della piccola Zoe, che chiede di “poterlo tenere”, suscitando una certa preoccupazione nel padre Jim. Intanto Jim ha perdonato il figlio Josh per non aver condiviso in famiglia il suo lavoro al bar, permettendogli di tornare a lavorarci.

## Blackout
- Titolo originale: Nightfall
- Diretto da: Jon Cassar
- Scritto da: Terry Matalas & Travis Fickett
- Ascolti USA: 7.75 milioni[6]

### Trama
Un meteorite metallico entra nell'atmosfera terrestre nei pressi di Terra Nova. Esplodendo in quota il meteorite genera un impulso elettromagntico, (EMP), che distrugge tutti i circuiti elettronici della colonia, costretta quindi per molte ore a fare affidamento solo sulla tecnologia primitiva; persino le armi risultano inutilizzabili in quanto dotate di microprocessori. I Sixers ne approfittano per attaccare nottetempo la colonia, utilizzando come diversivo un enorme dinosauro spinto verso Terra Nova da dei "battitori"; l'attacco del dinosauro viene bloccato grazie a uno sbarramento di fuoco, ma nel frattempo alcuni Sixer entrano indisturbati nella colonia e si impossessano della "scatola misteriosa" di Mira, di cui conoscevano perfettamente il nascondiglio scelto da Malcolm. Poco prima Malcolm stesso aveva spiegato al comandante Taylor che l'unico modo per aprire la scatola era un'identificazione tramite DNA. Quando i Sixers consegnano la scatola a un loro conoscente, Lucas riesce ad "attivarla" : questa si rivela essere una sorta di proiettore olografico che proietta in aria schemi, diagrammi e formule matematiche, simili ai graffiti visti nei pressi del fiume nel corso del primo episodio.
L'impulso elettromagnetico, distruggendo i circuiti elettronici della base, blocca Jim e la piccola Zoe nell'"Occhio", una camera di proiezione in cui viene custodito un archivio-video sul passato dell'Umanità, che Jim usa per mostrare a Zoe il suo passato e la casa in cui è stata partorita nel 2143 poi cresciuta in segreto. Per uscire dalla stanza, la cui porta elettrica non può essere aperta, per cui Jim suggerisce a Zoe di infilarsi in corridoio di ventilazione posto sotto al pavimento, che conduce fino ad oltre la porta. Una volta all'esterno, Zoe attiva l'apertura manuale di emergenza così anche Jim riesce ad uscire, e ad unirsi a Taylor, nel tentativo di bloccare l'avanzata del dinosauro verso la colonia.
Nel frattempo, Maddy e il sergente Raynolds sono fin dal mattino in "escursione" all'esterno, ma anch'essi restano bloccati quando l'impulso elettromagnetico distrugge l'impianto elettrico del veicolo; sono così costretti a percorrere a piedi i vari "click" che li separano dalla base, ma il buio li sorprende, e, benché "camuffati" da un impiastro di "foglia puzzona", riescono a farsi sorprendere comunque dal dinosauro per cui sono costretti ad arrampicarsi su un albero e restare lì fino all'alba : finalmente Maddy può tornare a casa, senza che nessuno si sia accorto della sua assenza.
Nel corso della giornata si assiste anche all'operazione chirurgica di un amico di Skye, che però vorrebbe esserle "più che amico", per rimuovere dal suo intestino un parassita lungo 9 metri molto simile alla tenia dei giorni nostri; l'operazione deve essere condotta con metodi "antichi" a causa dell'indisponibilità dei sofisticatissimi sistemi medici elettronici dell'infermeria; il parassita viene parzialmente rimosso, prima da Elizabeth e poi da Skye stessa, poi un problema blocca l'estrazione del parassita stesso, che però muore non costituendo più un problema per il ragazzo che lo "ospita".
Malcolm mostra a Taylor un duplicatore di chip che permette di sostituire i vecchi resi inutilizzabili dall'impulso elettromagnetico; tuttavia il duplicatore funziona grazie ad un chip che viene a sua volta distrutto dall'impulso; fortunatamente Boyland, il proprietario del bar, riesce a ripararlo. Una volta funzionante, il duplicatore fabbrica innanzitutto un chip per l'infermeria e poi via via tutti gli altri.
L'episodio termina con i Sixer che consegnano la scatola a Lucas (il figlio di Taylor), che fa discorsi misteriosi sui graffiti, sulla sua missione, su quella dei Sixers e su Taylor.

## L'accordo
- Titolo originale: Proof
- Diretto da: Bryan Spicer
- Scritto da: David Graziano & Brynn Malone
- Ascolti USA: 7.01 milioni[9]

### Trama
Taylor e Jim vanno a pesca; è la prima attività svolta da Taylor appena arrivato a Terra Nova. Taylor affermò che i pesci erano l'unica cosa che poteva cacciare senza essere a sua volta cacciato. All'amo di Jim abbocca un enorme pesce preistorico che quasi lo trascina in acqua: viene salvato da Taylor che lo afferra poco prima che voli giù dalla scogliera.
Dopo la pesca, Jim torna al campo, mentre Taylor va a cercare Curran, il soldato esiliato: segue le tracce di sangue che ha lasciato dopo essere stato morso da, come gli spiegherà Taylor stesso, un “antenato del Varano di Comodo”: un nuovo accenno alle passate esperienze di Taylor nella giungla. Curran si è creato un piccolo accampamento, protetto da fuoco e pali appuntiti, dove ora si trova febbricitante a causa dell'infezione provocata dal dinosauro. Taylor gli spiega come sotto i denti del dinosauro si annidino dei batteri che hanno proprio lo scopo di infettare la vittima: in questo modo, dopo il primo attacco il dinosauro si allontana per qualche giorno, aspettando che l'infezione indebolisca la vittima abbastanza da poterla poi attaccare con facilità.
Ben presto infatti il “varano” attacca l'accampamento, ma Taylor lo stava aspettando, e lo caccia via semplicemente a forza di strilli e sventolando una lancia e una torcia accesa. Tutto questo gli serve per guadagnarsi la riconoscenza di Curran e potergli chiedere qualcosa in cambio: fare da “informatore” presso i Sixers. In sostanza, si tratta di controspionaggio, in quanto il compito di Curran sarà scoprire chi è la talpa dei Sixers a Terra Nova.
Intanto, Skye protesta con la scelta di Josh di “vendersi” a Tom Boylan per far arrivare la sua fidanzata Kara dal 2149, e gli fa notare che non ha nessuna garanzia che Mira sia effettivamente in grado di mantenere la promessa di comunicare col 2149 e inserire Kara nell'11° pellegrinaggio; così, Josh chiede a Tom un incontro con Mira. Viene allora condotto, bendato, dai Sixers, ed assistiamo alla conferma che i Sixers vivono sugli alberi, come intravisto nell'episodio Runaway (“La fuggitiva”) quando Jim, in cerca del fratellino di Leah Marcos, viene “prelevato” dai Sixers e interrogato da Mira. Però Leah aveva anche detto che i Sixers si spostano di continuo, quindi anche questa era una bugia della bambina-spia. Mira riesce a far comunicare Josh con Kara mediante un ologramma, sebbene secondo il comandante Taylor i Sixers non abbiano praticamente nessuna tecnologia e possano “a malapena nutrirsi”. In realtà l'ologramma dura solo pochi istanti, e lo scambio di battute tra Josh e Kara è così breve che è facile sospettare che sia solo una registrazione, piuttosto che un'improbabile comunicazione in diretta col futuro. Eppure sembra ormai certo che i Sixers siano in grado, a differenza degli abitanti di Terra Nova, di comunicare col futuro. La questione resta aperta. Una volta rassicurato Josh sulla possibilità di comunicare con Kara, Mira gli chiede di rispettare il suo patto: rubare dei medicinali in infermeria, ma medicinali particolari, tenuti sotto chiave. Scopriremo poi, infatti, che si tratta di psicofarmaci provenienti direttamente dal 2149, dove vengono usati anche come droga. L'unico modo per rubarli è procurarsi una tessera elettronica di accesso, per cui Josh dovrà rubare quella della madre e farne fare una copia a Tom.
Josh riesce a rubare la tessera, ma non funziona per aprire l'armadietto, così lo forza usando una pistola sonica; purtroppo non sa che queste armi non si possono usare al chiuso; l'onda sonica, infatti, sfonda sì gli sportelli dell'armadio, ma rimbalza indietro e lo travolge, lasciandogli grossi lividi. Apprenderemo poi da Jim che “solo un drogato o un idiota userebbe una pistola sonica al chiuso”, e che i lividi risultanti possono essere usati per identificare il ladro. Ci pensa però Tom a coprire Josh: spara con una pistola sonica ad un avventore del bar, e lo droga con il medicinale fornitogli da Josh; quando il tizio viene arrestato, le “ferite soniche” e lo stordimento da droga lo fanno sembrare il colpevole del furto all'infermeria.
Elizabeth però comunica di aver un urgente bisogno del medicinale rubato per curare una paziente in pericolo di vita, così, alla fine Josh si pente: porta una fiala di medicina/droga alla madre perché curi il malato, rivelando così la sua colpevolezza, e spiegando addirittura di aver regalato la medicina ai Sixers, che ne hanno bisogno per curarsi. Ovviamente i genitori sono sconvolti dalla rivelazione, per cui Jim gli chiede chi è che l'ha messo in contatto coi Sixers. Così la scena cambia, e ci ritroviamo nel bar, dove Jim “strapazza” un po' Tom per sapere da lui cosa sta succedendo. È così che Taylor viene ufficialmente a sapere che Mira riesce a comunicare con il 2149 anche quando il portale è chiuso, e sospetta che l'unico modo in cui i Sixers possano avere una simile tecnologia sia che li stia aiutando suo figlio Lucas.
Trama secondaria dell'episodio è il ritorno di un esploratore, Horton, dopo mesi di viaggio fuori da Terra Nova. Maddy è una sua grande ammiratrice, e ci rivela che solo dopo aver letto il suo libro si convinse a compiere il viaggio senza ritorno del 10° pellegrinaggio a Terra Nova. Ma Horton non ricorda niente del suo libro, né della lettera che Maddy gli scrisse anni prima, né i nomi dei professori con cui collaborò in alcune ricerche; anche se la madre attribuisce la “smemoratezza” a un ictus che colpì Horton anni prima, Maddy inizia a sospettare che in realtà sia un impostore, soprattutto quando scopre che la lettera con cui Horton aveva risposto anni prima a una sua lettera “da ammiratrice”, e che lei si era portata dietro dal 2149 e aveva dato a Horton perché era “curioso di vederla”, è stata bruciata e buttata in un cestino dal sedicente ricercatore. Così, Maddy fa delle indagini: prima consulta l'archivio dell'"Occhio", poi confronta il DNA lasciato da Horton su un bicchiere con quello della saliva da lui usata, in teoria, per chiudere la lettera che le aveva mandato anni prima. Aiutata da Malcolmm sebbene l'operazione sia illegale senza il consenso dell'indagato, scopre che in realtà i DNA coincidono. Quindi: o Horton dice il vero, o Malcolm mente,… oppure la lettera è stata chiusa con la saliva non da Horton, ma da un suo assistente: la stessa persona che ora si spaccia per Horton stesso.
Maddy è combattuta: non sa se denunciare Horton, oppure far finta di niente, visto che comunque lui è tornato dall'esplorazione importando un particolare scarafaggio che, nutrendosi del parassita che infestava il frutteto di Terra Nova, salva il raccolto; in ogni caso, viene scoperta da Horton mentre fa ricerche su di lui nell'Occhio; riesce a fuggire per puro caso, perché sopraggiunge una persona che doveva usare l'Occhio dopo di lei. Maddy va allora a scuola a prendere Zoe… ma scopre che è già passato Horton a prenderla, dicendo che lo mandava lei. Le viene detto che si sono diretti verso il frutteto, dove effettivamente trova Horton che sta parlando con Zoe. Maddy manda via la bambina, dicendole di "dire al padre degli asparagi": scopriremo che si tratta di una parola segreta di emergenza che Jim ha insegnato ai suoi figli, dicendo loro di usarla in caso di pericolo. Infatti, poco dopo Jim arriverà giusto in tempo per prendere a pugni Horton e salvare la figlia: Horton l'aveva legata per forzarla a mettere un braccio nella gabbia di un ragno velenoso, per far sembrare la sua morte un incidente.

## Sospetto
- Titolo originale: Vs.
- Diretto da: Bryan Spicer
- Scritto da: Jose Molina
- Ascolti USA: 6.50 milioni[10]

### Trama
La puntata inizia con la telecamere che segue il volo di una gigantesca libellula preistorica, che alla fine del suo volo atterra su un braccio di Mira, che la “interroga”, chiedendogli cos'abbia di nuovo per lei. In seguito, nel corso dell'episodio, scopriremo perché: quando infatti la libellula inizia a infastidire i bambini che, su un palcoscenico, stanno facendo le prove per la recita della Festa del raccolto, un soldato la abbatte con un manrovescio, e si scopre che attaccato alla libellula c'è un microchip. Analisi in laboratorio rivelano che il microchip è irrimediabilmente guasto, quindi non si può sapere cosa contenesse, e che la libellula è stata addestrata a ricercare sorgenti sonore ad una frequenza audio specifica, potendo così essere usata come piccione viaggiatore preistorico, evidentemente dalla talpa dei Sixers. Purtroppo la libellula ha un'ala ferita e non può più volare, altrimenti sarebbe stato possibile seguirla per scoprire, probabilmente, chi è la spia dei Sixers.
Intanto, Josh è preoccupato perché Tom Boylan, da quando è stato trattenuto per interrogarlo, è scomparso dalla circolazione; se ne lamenta col padre, che così decide di informarsi sulla faccenda. Scopre così che Taylor sta trattenendo ancora Tom per interrogarlo, anche con metodi non del tutto ortodossi, come la somministrazione di sostanze psicotrope per indurlo a parlare. Jim trova infatti Tom proprio sotto l'effetto di queste sostanze, mentre Taylor tenta ancora, inutilmente, di ricavare informazioni da lui. Quando Taylor si allontana, Jim rimane con Tom, facendo la parte del “poliziotto buono” per vedere se riesce a far parlare il barista. Questi però non dà risposte precise, ma sembra delirare accennando a un cadavere sepolto da qualche parte sotto “l'albero del pellegrino”, che se scoperto potrebbe “mettere in grossi guai Taylor”. Jim non riesce a fargli fare un discorso coerente, ma decide di andare a controllare, e, sotto l'albero trova effettivamente resti umani sepolti. Li porta alla moglie, in infermeria, dove vengono analizzati: lo scheletro, cui risulta mancare un avambraccio, viene datato come vecchio di circa 5 anni, intorno al 3 pellegrinaggio. Successive analisi, condotte all'insaputa di Taylor per volere di Jim, riveleranno poi che lo scheletro possiede una strana “traccia molecolare”, diversa da quelle che il portale lascia su tutti i pellegrini: Elizabeth dice che ciò sembrerebbe mostrare che quella persona non è giunta a Terra Nova con un normale pellegrinaggio, ma in un pellegrinaggio aggiuntivo tra il secondo e il terzo; il che è teoricamente impossibile, perché il Portale si apre solo a scadenze prefissate, in occasione delle quali si svolgono appunto i “pellegrinaggi”. Jim decide allora di interrogare di nuovo Tom, questa volta da sobrio, quando si trova tra le macerie del suo bar; scopre così che Boylan sapeva dello scheletro solo perché aveva aiutato Taylor a seppellire il cadavere sotto l'albero del pellegrino, senza sapere però chi fosse, e che a Boylan è stato dato in gestione il bar in cambio del suo silenzio.
In seguito Taylor verrà a sapere dello scheletro, quando Malcolm lo scopre controllando il laboratorio di Elizabeth, suscitando non poco sdegno nella donna, ma Jim non gli dirà di essere stato messo sulle sue tracce da Boylan, bensì di essere stato avvisato da un “bigliettino anonimo”. Quando Taylor gli chiede di fargli avere il bigliettino, l'espressione di Jim denuncia chiaramente la sua menzogna, ma Taylor non fa cenno alla cosa.
Nel frattempo, all'infermeria sono riusciti a curare la libellula in modo che possa volare di nuovo, così viene rilasciata con la speranza che conduca al covo della spia dei Sixers; in realtà conduce alla casa di Jim, dove viene rinvenuto un generatore di frequenza messo lì apposta per richiamare la libellula. Jim viene quindi arrestato per tradimento.
Anche dopo arrestato, però, Jim non demorde dalle sue indagini: avendo infatti notato, durante la recita dei bambini, che quello che interpreta il generale finge di avere un braccio amputato, Jim collega il fatto col cadavere dal braccio amputato, e intuisce cosa possa essere successo, esponendo i suoi sospetti a Taylor, che infine racconta tutta la storia, sollevando finalmente il velo di mistero che dal primo episodio copre il passato di Mira, di Taylor, di Terra Nova, di Lucas e dei Sixers.
Fin da quando il Portale è stato scoperto, sono state portate avanti ricerche per permettere di utilizzarlo, anziché solo per andare nel passato, come funziona normalmente, anche per tornare indietro; Lucas, il figlio di Taylor, era lo scienziato che aveva fatto più progressi, ma un giorno Taylor lo scopre: viene così a sapere che lo scopo del governo era di rendere bidirezionale il Portale in modo da usarlo non per far emigrare le persone, ma per poter sfruttare la Terra Ancestrale come sorgente per nuove risorse; la storia dei Pellegrinaggi è stata messa su solo come copertura, per spianare la strada a chi sarebbe venuto dopo a sfruttare il territorio. Disgustato e indignato, Taylor distrugge tutti gli appunti e gli apparati del figlio. Per questo, in seguito, quando Taylor è già a capo della colonia, viene inviato su Terra Nova il generale Fillbrook che, a suo tempo, lo aveva addestrato, con lo scopo, adesso, di deporlo, in quanto Taylor ha deciso di portare avanti l'iniziativa di usare Terra Nova come luogo di rinascita piuttosto che di sfruttamento. L'invio, deciso dalle stesse persone che dal 2149 sostengono Mira e i Sixers, avviene aprendo il Portale al di fuori delle sue normali “scadenze”, e solo per il tempo necessario a far passare il generale, che arriva sulla Terra di 85 milioni di anni fa proprio quando Taylor sopraggiunge e scopre Lucas in attesa di “qualcuno”: il generale, appunto. C'è uno scontro tra il generale e Taylor, e il primo ha la peggio, rimanendo ucciso. Sarà poi con l'aiuto di Tom Boylan, il barista, che Taylor si disferà del cadavere, seppellendolo sotto l'albero del Pellegrino, e dando inizio così ai contrasti tra Tom e Taylor, che si protraggono fino ad oggi.
Jim decide di stare dalla parte di Taylor per il bene della colonia, così Taylor decide di rilasciarlo, e tutti possono godersi i fuochi d'artificio che segnano la fine della Festa del Raccolto.

## La traccia
- Titolo originale: Now You See Me
- Diretto da: Karen Gaviola
- Scritto da: Paul Grellong
- Ascolti USA: 7.19 milioni[12]

### Trama
Il comandante Taylor lascia il perimetro di Terra Nova senza giustificarsi, regola a cui tutti della colonia devono attenersi, recandosi alla cascata dove i ragazzi negli episodi precedenti hanno notato i disegni e i calcoli eseguiti dal figlio. Prima della sua partenza, in una conversazione con Skye, si apprende che i genitori della ragazza sono morti tre anni prima a causa di una febbre che la progredita medicina di Terra Nova non era ancora riuscita a sconfiggere.
Jim, benché un civile, assume il comando della colonia, anche perché Washington è fuori per una missione. Tagliate tutte le comunicazioni audio con l'esterno per evitare che la spia comunichi con i Sixers e monitorate tutte quelle autorizzate, la talpa interna non può che comunicare con l'esterno solo attraverso l'alfabeto Morse, utilizzando degli specchietti. Ma i bagliori vengono notati ed inizia l'inseguimento all'interno per la sua cattura. Ma ciò che Jim riesce a procurarsi è solo una goccia di sangue, alquanto contaminata, della spia.
Intanto Taylor finisce per essere catturato da una solitaria Mira, e, tra reciproche scaramucce finiscono per il doversi alleare contro due grossi dinosauri predatori.
Si scopre che la talpa all'interno di Terra Nova è Skye, ma essendo autorizzata ad entrare nell'ospedale della colonia riesce a distruggere il campione di DNA sotto esame. Elisabeth, dalle poche tracce rimaste, riesce solo a ridurre il numero dei sospetti, e il sesso, delle persone che hanno avuto accesso nella clinica.
Ma Skye sembra aver acquisito il suo ruolo da spia solo per necessità: la madre è ancora viva ma molto malata ed è in mano ai Sixers e ciò la costringe a collaborare con loro affinché la tengano in vita con i medicinali che la ragazza stessa deve procurargli.

## Ritorno al futuro
- Titolo originale: Within
- Diretto da: Karen Gaviola
- Scritto da: Barbara Marshall
- Ascolti USA: 6.88 milioni[13]

### Trama
Il portale che consente l'approdo dal 2149 è posto sotto stretta sorveglianza. Sta infatti per giungere l'11° pellegrinaggio. Ma le priorità per Taylor non finiscono qui: è giunto il momento di catturare la spia dei Sixers e Shannon riferisce sulle condizioni delle indagini.
Durante l'interrogatorio di Skye, interrogatorio esteso a tutte le persone che hanno frequentato la clinica, la ragazza mente sulla sua occupazione durante l'orario chiestole da Jim, indicando come alibi una partita a scacchi giocata con Josh. Josh stesso viene poi invitato da Skye a sorreggere l'alibi per nascondere una presunta birichinata della giovane.
Anche Maddy Shannon è alle prese con un problema che la preoccupa alquanto :  il suo computer, con tutta la sua vita, dai compiti agli appunti personali, si è guastato e deve trovare il modo di recuperare un pezzo vitale per poterlo ripristinare.
Skye fa nuovamente visita alla madre, ma incontra un Lucas determinato a completare il suo lavoro per rendere attivo il portale in entrambe le direzioni. Il ragazzo ricatta Skye, minacciando di uccidere la madre della giovane, se questa non finirà il lavoro di Lucas utilizzando l'Occhio per ottenere in breve tempo i risultati delle equazioni impostate. Cosa che Skye fa puntualmente. Ma un secondo incontro con la madre convince Skye a rivelare il piano di Lucas a Taylor e Shannon, che nel frattempo avevano compreso che era proprio lei la spia cercata da tempo.
Lucas si presenta presso il portale e mette fuori combattimento la squadra di soldati posta a sorveglianza. Quando arrivano anche Taylor e Shannon il tentativo di fermare Lucas fallisce e il ragazzo riesce ad attivare il congegno sparendo diretto nel 2149 e promettendo una guerra tra le due identità temporali. Nei concitati momenti prima della sua sparizione Lucas rinfaccia al padre la responsabilità della morte della madre, chiarendo le motivazioni del profondo odio verso il padre.
L'episodio termina con l'arrivo a Terra Nova della madre di Skye, liberata dai Sixers da Curran, il soldato esiliato (riabilitato ora alla colonia), e con Taylor pronto a trasformare la popolazione della colonia in un esercito per combattere i nemici provenienti dal futuro.

## Occupazione e resistenza
- Titolo originale: Occupation-Resistance
- Diretto da: Jon Cassar
- Scritto da: Terry Matalas & Travis Fickett
- Ascolti USA: 7.24 milioni[14]

### Trama
Taylor insieme con Shannon si preparano a dare il benvenuto all'undicesimo pellegrinaggio a Terranova con il quale dovrebbe giungere l'esercito formato da Lucas. Il giorno prestabilito le forze della colonia sono disposte intorno al portale pronte a fronteggiare qualunque cosa dovesse attraversarlo ma quello che accadrà non era stato messo in conto. Subito dopo l'uscita di Karen dal portale, la ragazza di Josh, un uomo imbottito di esplosivo si fa saltare in aria distruggendo il portale mietendo morti e feriti; nel frattempo la frattura temporale si riapre a poche centinaia di metri dal campo della colonia e da lì un esercito armato fino ai denti si impossessa in tempi brevi di Terranova. Shannon si risveglia dall'esplosione in ospedale dopo qualche giorno e dopo essersi informato dalla moglie degli ultimi eventi di cui era all'oscuro è pronto ad organizzare la resistenza con l'aiuto di Taylor che nel frattempo è riuscito a rintracciare. Lucas sospetta che sia proprio Shannon a fornire le indicazioni a suo padre per gli assalti ai suoi convogli per cui cerca di incastrarlo sfruttando Josh e alla fine vi riesce creando ad arte una zuffa nel locale-pub-bisca di Doyle.